# Цумалья
Цумалья (італ. Zumaglia, п'єм. Zumaja) — муніципалітет в Італії, у регіоні П'ємонт,  провінція Б'єлла.
Цумалья розташована на відстані близько 550 км на північний захід від Рима, 70 км на північний схід від Турина, 5 км на північний схід від Б'єлли.
Населення — 1100 осіб (2014).
Щорічний фестиваль відбувається 20 січня. Покровитель — San Fabiano.

## Демографія
Населення за роками:

Станом на 1 січня 2023 року в муніципалітеті офіційно проживало 29 іноземців з 8 країн, серед них 23 громадяни країн Євросоюзу та 1 громадянин України.

## Сусідні муніципалітети
- Б'єлла
- Петтіненго
- Ронко-Б'єллезе